# Inżynier dźwięku

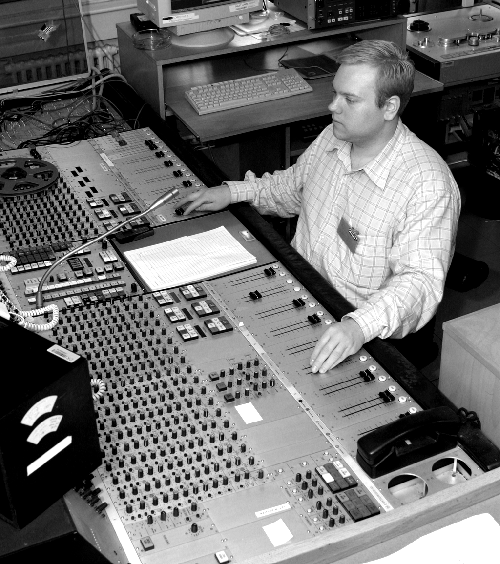
Inżynier dźwięku przy mikserze

Inżynier dźwięku – inżynier wyspecjalizowany w technice nagrywania dźwięku. Dysponuje wiedzą z zakresu generowania, propagacji, rejestrowania, odtwarzania i percepcji dźwięku oraz cyfrowej obróbki sygnału, a także estetyki muzycznej. Ma umiejętność budowania modeli obiektów akustycznych, symulacji warunków odsłuchowych w obiektach fizycznych i wirtualnych, a także sterowania parametrami źródeł sygnałów.